# 紫茎兰
紫茎兰（学名：Risleya atropurpurea），为兰科紫茎兰属下的一个植物种。